# 피어스 칼리지역
피어스 칼리지(Pierce College)역은 로스앤젤레스 메트로 버스웨이의 G선역 중 하나이며, 피어스 칼리지/위네카(Pierce College/Winnetka)로도 표기된다. 위네카 애비뉴(Winnetka Avenue)에 위치하고 빅토리 대로(Victory Boulevard)를 가로지르는 같은 이름의 인근 로스앤젤레스 피어스 대학(Los Angeles Pierce College)에서 따왔다. 역은 로스앤젤레스 구 위네카와 우들랜드 힐스 지구 사이의 경계에 위치해 있다.

## 운행 정보

### 역 구조
| 동행 | G선 | 채츠워스 방면 (데소토)   |
| 서행 | G선 | 노스할리우드 방면 (탬파) |

### 메트로 버스웨이 운행 정보
메트로 버스웨이 G선은 매일 24시간 운행한다.

### 연결 가능한 버스노선
- 메트로 로컬: 164, 243

## 인근 역세권
- 로스앤젤레스 피어스 대학 - 위네카 애비뉴 & 빅토리 대로 (서남쪽 모퉁이)
- 웨스트 밸리 직업센터 - 위네카 애비뉴 & 빅토리 대로 (동남쪽 모퉁이)
- 메트로 오렌지 라인 자전거 도로 - 역에 인접.
- 카노가볼(위네카&바노웬)